# Пірапора (мікрорегіон)

Пірапора на карті штату Мінас-Жерайс

Пірапора (порт. Microrregião de Pirapora) — мікрорегіон у Бразилії, входить до штату Мінас-Жерайс. Складова частина мезорегіону Північ штату Мінас-Жерайс. Населення становить 160 798 осіб на 2006 рік. Займає площу 23 071,697 км². Густота населення — 7,0 ос./км².

## Склад мікрорегіону
До складу мікрорегіону включені такі муніципалітети:
1. Бурітізейру
2. Ібиаї
3. Жекітаї
4. Лагоа-дус-Патус
5. Ласансі
6. Пірапора
7. Ріашинью
8. Санта-Фе-ді-Мінас
9. Сан-Роман
10. Варзеа-да-Палма

| Бразилія | Це незавершена стаття з географії Бразилії. Ви можете допомогти проєкту, виправивши або дописавши її. |